# Julia Guarino

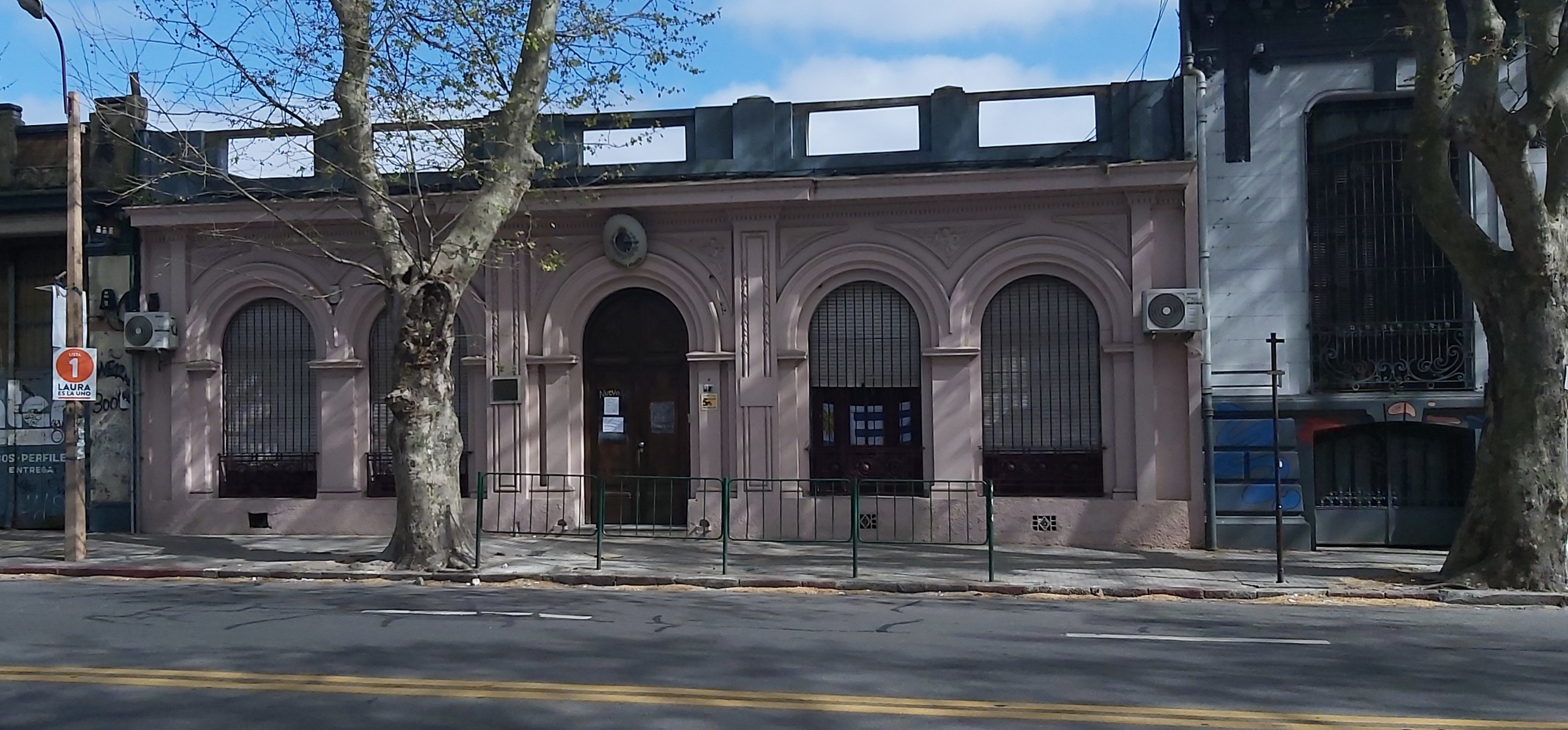
Julia Guarino. Escuela Pedro Figari. Montevideo

Julia Guarino Fiechter (Éboli, Provincia de Salerno, 17 de julio de 1897-Montevideo, 1985) fue una arquitecta, dibujante y profesora uruguaya.

## Biografía
Nació en Éboli, Salerno, Italia el 17 de julio de 1897. En 1923 culminó sus estudios en la Facultad de Arquitectura de la Universidad de la República con notas de sobresaliente, convirtiéndose en la primera arquitecta del Uruguay. Lo destacó la prensa como un triunfo del feminismo conquistando valiosas posiciones. Pronto la seguirían otras mujeres, entre otras:  María Beya Cayo, Adela Yanuzzi, Gyptis Maisonnave Pagani y Sara Morialdo.
Aunque era conocida como la “señorita arquitecto” –así la denominaba la Revista Arquitectura y la prensa en general para referirse a una mujer que por primera vez ejercía una carrera hasta entonces de predominio masculino– Julia Guarino firmó sus obras desde mediados de los años veinte como “Arquitecta”.

## Trayectoria
En 1920 –aún como estudiante– ingresó como dibujante en la Dirección de Arquitectura del entonces Ministerio de Obras Públicas. Una vez titulada desempeñó su actividad como técnica en este mismo sector de la administración llegando a obtener el cargo de Subdirectora. Allí permaneció hasta entrados sus 70 años a solicitud del propio Ministerio. También trabajó como profesora de secundaria y participó en tribunales de exámenes en la Universidad.
En 1924 participó de un concurso de anteproyectos para la construcción del Frigorífico y Matadero Municipal, obteniendo el segundo puesto en 35 propuestas de arquitectos provenientes de diferentes países. Años después obtuvo el primer premio en el concurso para la construcción de la Escuela Pública de Toledo, Canelones.
En 1935 fue socia fundadora e integró la Directiva, junto a la Doctora Paulina Luisi, de la Asociación de Mujeres Tituladas de la Universidad de la República (AMTU), filial de la Federación Internacional de Mujeres Tituladas que estudiaba y proponía soluciones a problemas de salud pública y bienestar social y el papel que la mujer universitaria debía ejercer en los mismos. En 1958 fue becada a Italia, con la misión de ocuparse de la asistencia infantil en casas cuna y de adolescentes con problemas.

## Reconocimientos
El 9 de octubre de 1998 la Administración Nacional de Correos de Uruguay emitió un sello con su nombre. También en Montevideo, en el barrio Atahualpa, una calle lleva su nombre ya que construyó en ese barrio una importante cantidad de casas.

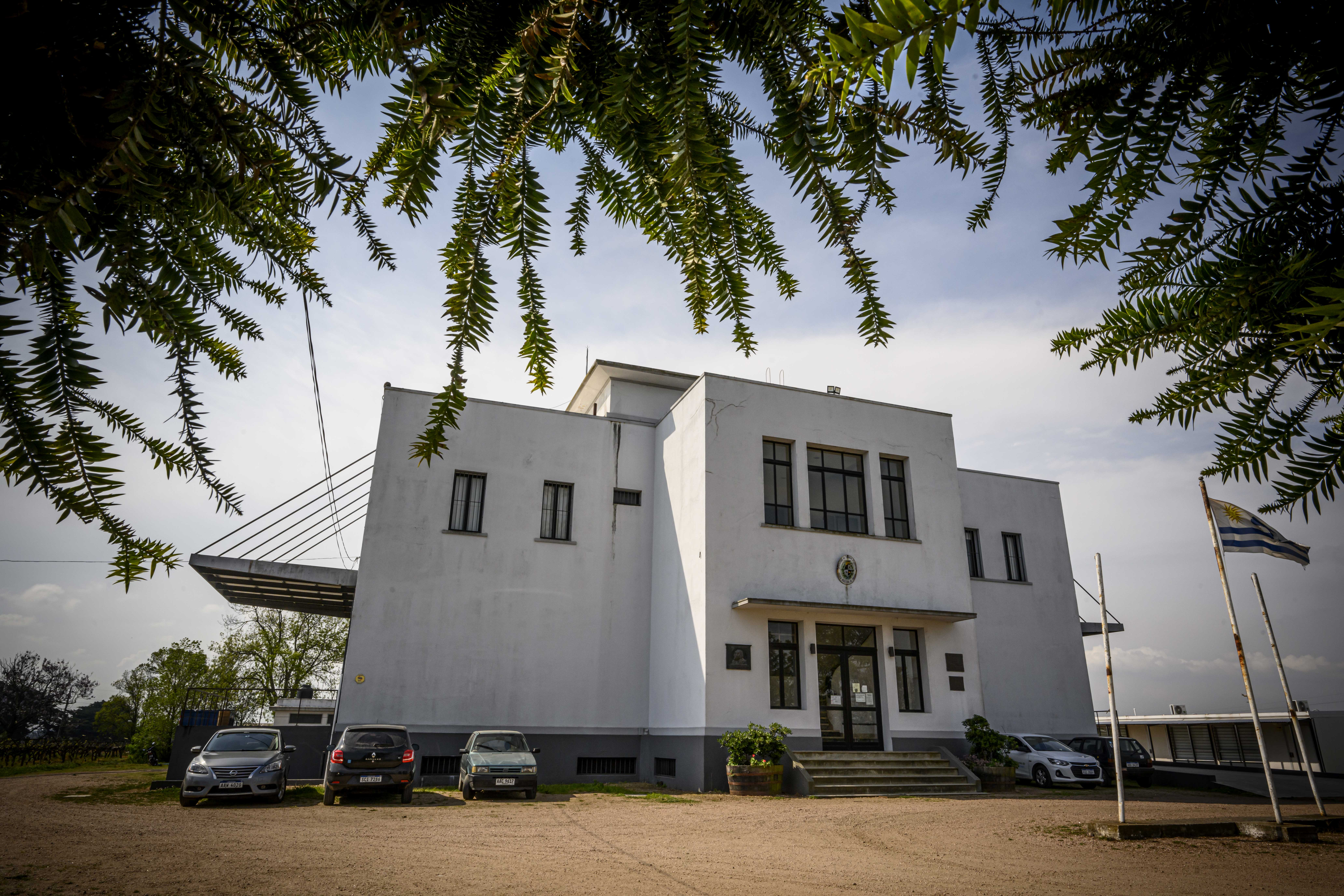
Escuela Superior de Vitivinicultura de Uruguay

Durante 2023, la Facultad de Arquitectura, Diseño y Urbanismo junto a la Sociedad de Arquitectos del Uruguay y la Intendencia de Canelones, organizan un ciclo de eventos con motivo del centenario de graduación de la primera arquitecta del Río de la Plata. 
La Intendencia de Canelones lanza en octubre de ese año, el "Día del Patrimonio" en su principal edificio construido: la Escuela Superior de Vitivinicultura, situada en Las Piedras, Capital de la Uva y el Vino.

## Obras
- Escuela 40 Pedro Figari, Jacinto Vera, Montevideo
- Escuela 4 de San Carlos, Maldonado (1926).
- Escuela Pública 129, Toledo, Canelones (1931).
- Escuela 110 de Canelones (1932).
- Escuelas rurales 14, 45 y 60 (1960).
- Escuela 39 de Pueblo Centenario (1940).
- Escuela al aire libre de Trinidad, Flores (1943).
- Escuela Agropecuaria de Durazno (1943).
- Casa propia en calle Cubo del Norte 3596, Montevideo.
- Obras residenciales en los barrios Atahualpa y Cordón de Montevideo.
- Escuela de Vitivinicultura, UTU (Universidad del Trabajo del Uruguay), El Colorado, Canelones, Ruta 48 KM18.500, 1944.
- Edificio ubicado en la esquina de calles Arismendi y José Enrique Rodó, Montevideo.[10]